# سوسة فراشية شائكة
سوسة فراشية شائكة (الاسم العلمي: Tinea muricata) هي نوع من الحشرات تتبع جنس السوسة الفراشية من فصيلة السوسيات الفراشية.